# Helena Bianco
Elena Vázquez Minguela, conocida artísticamente como Helena Bianco (Valladolid, Castilla y León, España, 6 de enero de 1948) es una cantante española.

## Biografía
Comienza su trayectoria artística con tan solo diecisiete años al integrarse en el grupo de música pop Los Mismos. La banda alcanzará un enorme éxito y será una de las más populares de España durante los siguientes años, tanto por sus versiones de canciones de otros artistas como por sus propias composiciones, y editarán éxitos que, año tras año, alcanzan los puestos más altos en las listas de ventas y se incorporan al elenco de lo que se conoce como Canción del verano. En la voz de Helena Bianco han sonado temas tan conocidos para el público español como El Puente, Voy a pintar las paredes con tu nombre y Ata una cinta alrededor del viejo roble.
A finales de la década de los setenta el grupo se disuelve aunque sus integrantes vuelven a coincidir brevemente en 1996. Mientras tanto, Helena Bianco desarrolla su carrera en solitario y participa en el concurso Vivo cantando, de Telecinco, junto a otras estrellas de la canción de aquella época.
En 2007 participó también en el concurso Misión Eurovisión de TVE, en el que pretendía elegirse al representante de España en Eurovisión. Helena participó formando un dúo con su marido, Guillermo Antón, llamado Los Amantes. Desde finales de 2009 colabora en el programa de Telecinco ¡Qué tiempo tan feliz! dedicado a la evocación de antiguas glorias de la canción, junto a María Teresa Campos.
La artista vuelve a aparecer mediáticamente en mayo de 2019, en el concurso musical, La Voz Senior de Antena 3 donde interpretó Una estrella en mi jardín, de Mari Trini, tema con el cual ingresó en el equipo de Pablo López; gracias a otras interpretaciones como de Ayúdala de Mari Trini o Te extraño de Olga Guillot, se convirtió en la ganadora de la primera edición del concurso en su versión senior. En la actualidad es presidenta de la asociación Pioneros Madrileños del Pop (PMP).